# Magyartelek
Magyartelek község Baranya vármegyében, a Sellyei járás északi részén.

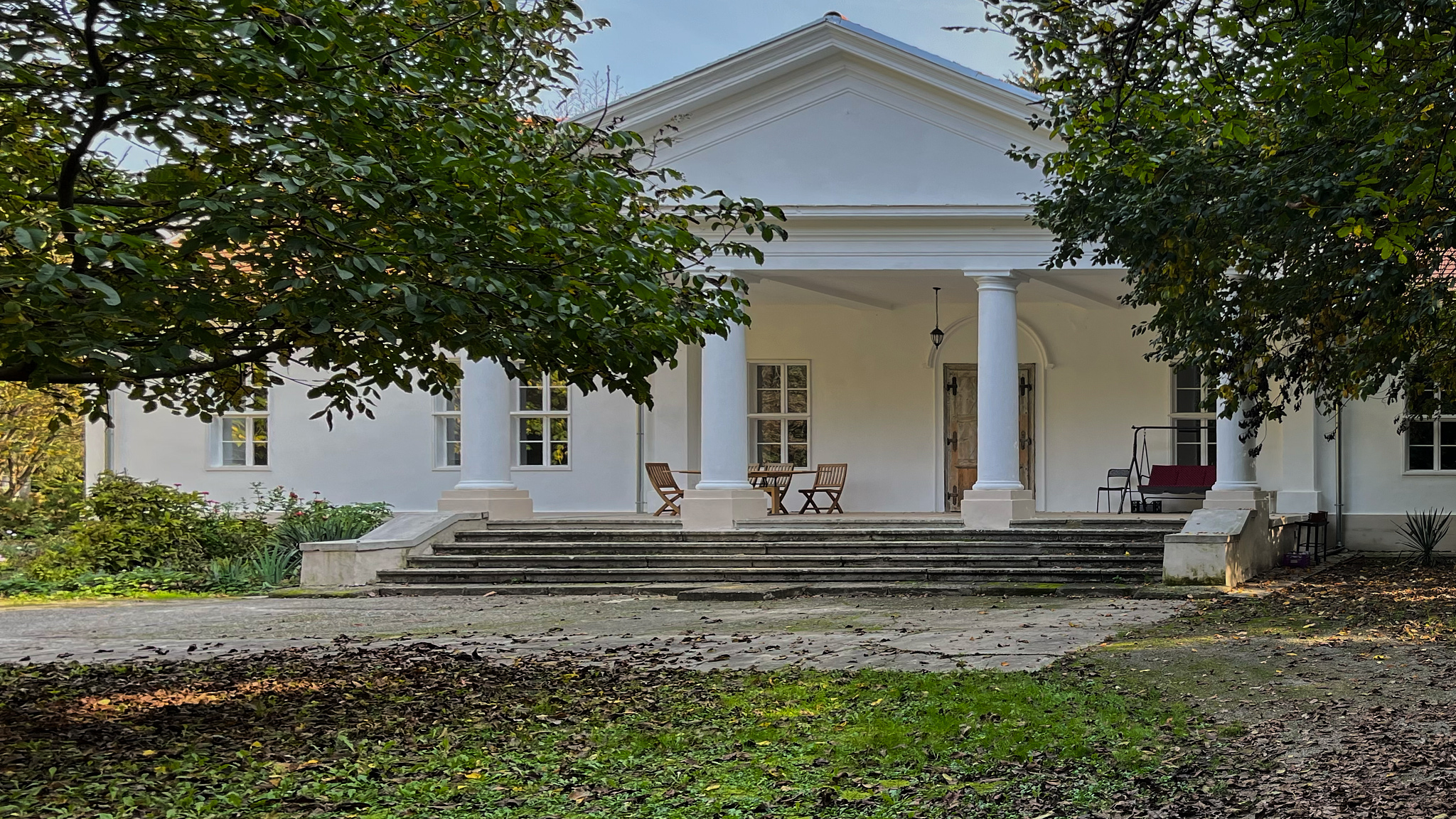
Magyartelek nevezetessége a Czindery Kúria, más néven Országh-kastély

## Fekvése
Pécstől délnyugatra, Szentlőrinctől délre, Sellyétől északkeletre fekszik, az Ormánság északi részén.
A szomszédos települések: északkelet felől Gerde, kelet felől Kisasszonyfa, dél felől Gilvánfa, nyugat felől Magyarmecske, északnyugat felől pedig Királyegyháza.
Legfontosabb vízfolyása a Pécsi-víz, amely a településtől keletre folyik, az itteni szakasza nagyobb részén egyúttal természetes határt képezve Magyartelek és Kisasszonyfa között. A Pécsi-vízbe ezen a szakaszon torkollik bele a Magyarteleki-árok, valamint (a községhatár közvetlen közelében, bár közigazgatásilag kisasszonyfai területen) a Vályogvető-árok is.

### Megközelítése
Csak közúton közelíthető meg, Kisasszonyfa vagy Magyarmecske érintésével, az 5803-as úton. Az ország távolabbi részei felől a 6-os főútról letérve érhető el a legegyszerűbben, a Szentlőrincről Sellye felé vezető 5805-ös úton.

## Története

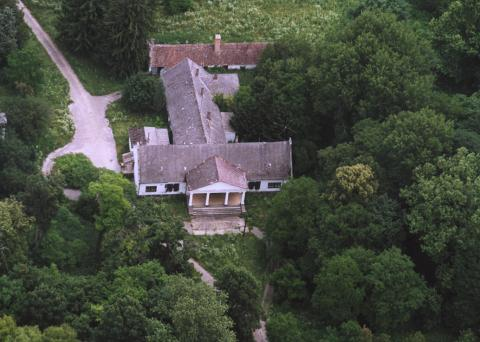

Magyartelek környéke az ősidők óta lakott hely lehetett, erre utal, hogy a település közigazgatási területén vaskori, a Magyarmecske és Gilvánfa közti területen rézkori, Besencén és Kisasszonyfán pedig a római korból származó leleteket tártak fel. Egy másik adat szerint, szórványleletként római kori vaskasza és sarló is előkerült a mai Magyartelek területéről.
Az alig 300 fő lakosú kicsi ormánsági település lakói az ismert történelem során mindvégig magyarok voltak. A falu a középkortól egészen az 1900-as évek közepéig uradalmi birtokközpont volt.
Magyartelek mai lakosai nagyrészt Szatmár és Zala megyéből betelepedett, illetve az ősi családok leszármazottai.

## Közélete

### Polgármesterei
- 1990–1994: Tolnai József (független)[6]
- 1994–1998: Dr. Szekeres János (független)[7]
- 1998–2002: Dr. Szekeres János (független)[8]
- 2002–2006: Dr. Szekeres János (független)[9]
- 2006–2010: Dr. Szekeres János (független)[10]
- 2010–2014: Dr. Szekeres János (független)[11]
- 2014–2019: Tóth Tamás (független)[12]
- 2019–2024: Tóth Tamás (független)[13]
- 2024– : Bite László (független)[1]

## Népesség
A település népességének változása:
| Lakosok száma | 216  | 212  | 210  | 206  | 202  | 184  | 188  | 189  |
|               | 2013 | 2014 | 2015 | 2019 | 2021 | 2022 | 2023 | 2024 |

A 2011-es népszámlálás során a lakosok 82,9%-a magyarnak, 0,5% bolgárnak, 10,6% cigánynak, 0,5% lengyelnek, 0,5% németnek mondta magát (17,1% nem nyilatkozott; a kettős identitások miatt a végösszeg nagyobb lehet 100%-nál). A vallási megoszlás a következő volt: római katolikus 59%, református 17,1%, görögkatolikus 3,2%, felekezeten kívüli 1,8% (18,9% nem nyilatkozott).
2022-ben a lakosság 57,1%-a vallotta magát magyarnak, 8,7% cigánynak, 0,5% lengyelnek, 0,5% egyéb, nem hazai nemzetiségűnek (42,9% nem nyilatkozott; a kettős identitások miatt a végösszeg nagyobb lehet 100%-nál). Vallásuk szerint 14,1% volt római katolikus, 3,3% református, 4,9% egyéb katolikus, 3,3% felekezeten kívüli (74,5% nem válaszolt).

## Nevezetességek
- Czindery Kúria, illetve a helyben elterjedt nevén Országh-kastély – klasszicista stílusban épült. A genealógiai kutatások alapján a Kúriát Czindery László kezdte építeni.

## Természeti értékek
- Erzsébet királyné hársfái.

## Külső hivatkozások
- Magyartelek honlapja
- Magyartelek az utazom.com honlapján